# Stroopwafel
Les stroopwafels (originalment siroopwafels, 'gofres de xarop') són un tipus de gofra molt menjat als Països Baixos.

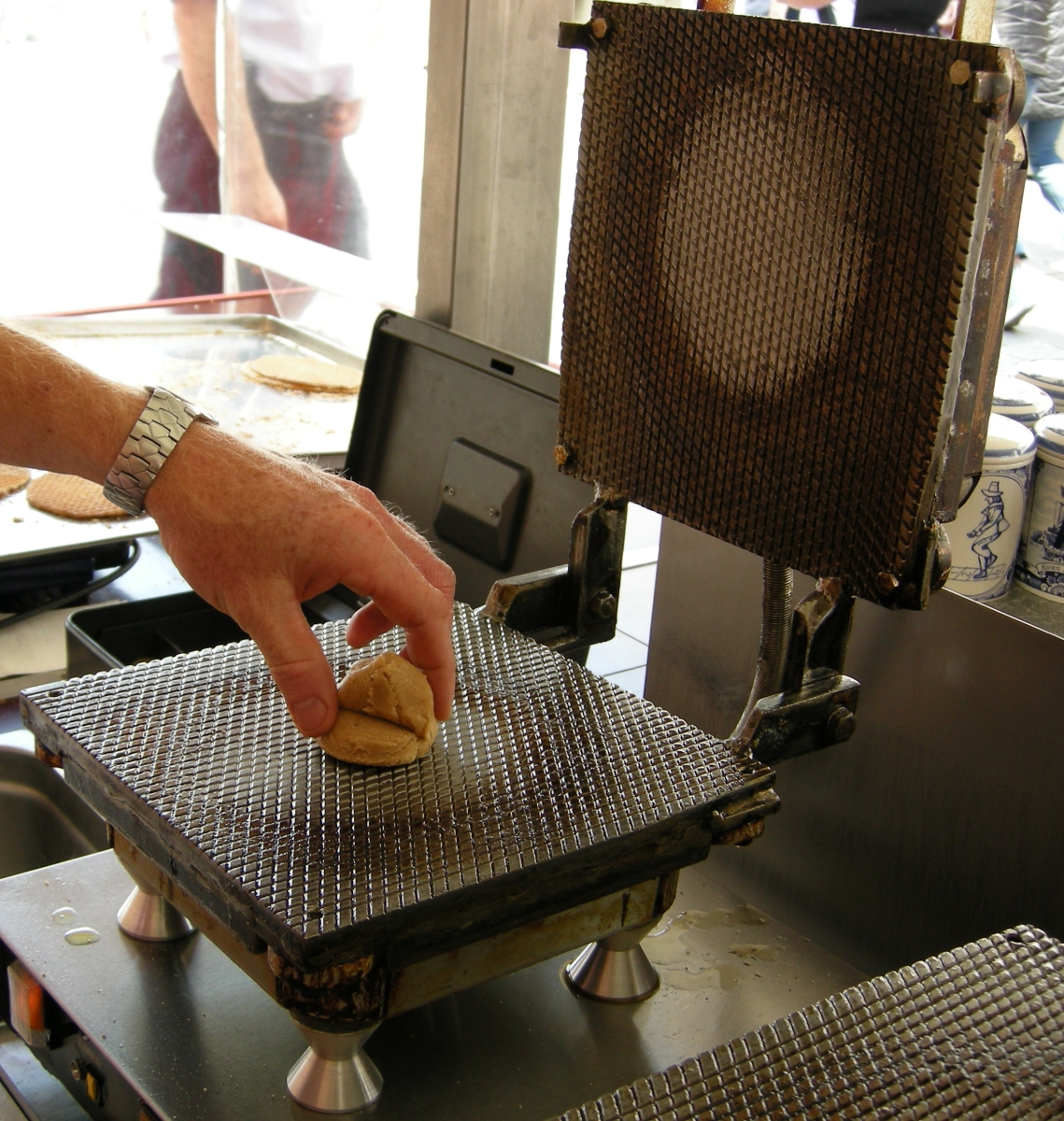
Màquina de fer stroopwafels

Consisteix en dues peces rodones de gofra amb un xarop dolç entre les dues. La gofra es cou i després es talla per la meitat. Es cobreix una de les meitats amb xarop i després se li posa l'altra a sobre. Originalment, les stroopwafels tenien un diàmetre d'uns 10 centímetres, però actualment existeixen en una varietat de mides que van de 5 a 25 cm de diàmetre.
La stroopwafel fou confeccionada per primera vegada a principis del segle xix a Gouda, motiu pel qual també se'l coneix com a Goudse wafel («gofra de Gouda»). En aquella època, les stroopwafels es feien amb restes de galetes i de pasta amb xarop, de manera que eren molt barates. Al segle xix també se les coneixia com a «gofres dels pobres». A partir del 1870 es començaren a vendre stroopwafels a fora de Gouda. També es poden comprar les molles resultants de tallar les gofres, així com les galetes defectuoses (també conegudes com a snippers).
A l'exterior dels Països Baixos, es poden trobar stroopwafels en botigues i supermercats especialitzats. A vegades, són més petites i cares que als Països Baixos.

## Història
La stroopwafel es va fer per primera vegada a Gouda durant el final del segle xviii o principis del segle xix per un pastisser que usava sobrants de la fleca, com el pa ratllat, que endolcia amb xarop. Una història atribueix la invenció del stroopwafel al pastisser Gerard Kamphuisen, que va fer les primeres stroopwafels en algun moment entre 1810, any en què va obrir la seva fleca i 1840, l'any que es va començar a conèixer la recepta del gofres de xarop.
Al segle xix, hi havia al voltant de 100 pastissers a Gouda que feien gofres de xarop, que era l'única ciutat on es feien fins a 1870. Després de 1870 també es feien en festes i en mercats fora de la ciutat de Gouda. Al segle xx, les fàbriques van començar a fabricar stroopwafels. El 1960, només hi havia 17 fàbriques a Gouda, quatre d'elles actualment encara estan obertes.

## Ingredients i cocció

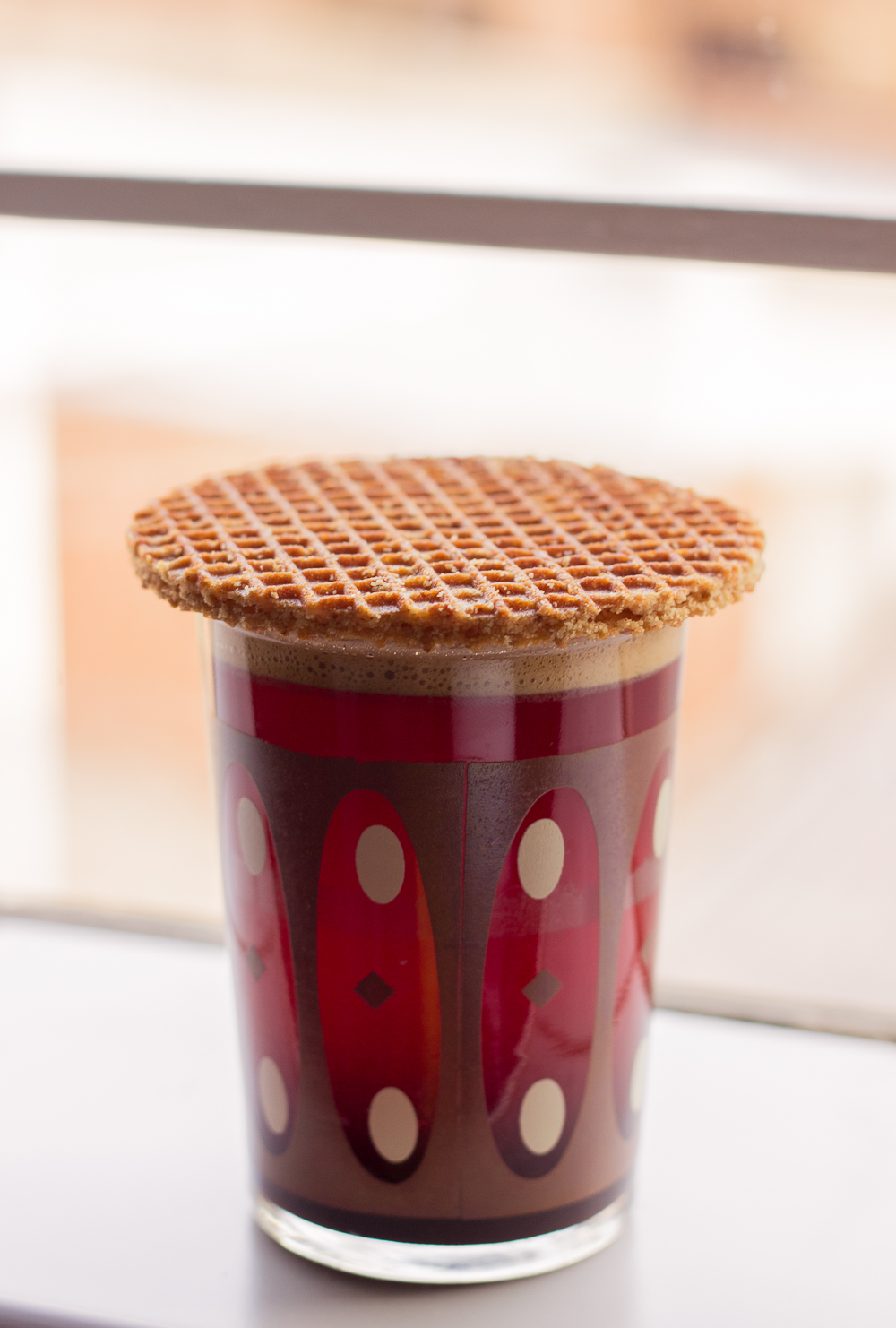
Una stroopwafel col·locada sobre una beguda calenta per escalfar-la i estovar-la

La massa per als gofres està feta de farina, mantega, sucre moreno, llevat, llet i ous. Amb la massa es fan boles de mida mitjana i col·loquen en una gofrera calenta, i es pressionen de forma uniforme perquè quedin fines i arrodonides. Després d'escalfar-les, i mentre encara estigui calenta, es divideix per la meitats, en capes primes.
El farciment calent, elaborat amb xarop (treacle), sucre moreno, mantega i canyella s'afegeix entre les meitats del gofre, enganxant-les juntes.

## Consum i distribució
De forma tradicional, als Països Baixos se serveix amb una tassa de te, cafè o cacau. En alguns llocs se sol posar la stroopwafel tapant la boca de la tassa perquè els vapors calents de la beguda l'estovin i pugui ser ingerida amb una textura més tova.
És tan popular que pot trobar-se gairebé com un element de supervivència en molts llocs d'Amsterdam, així com a l'aeroport de Schiphol i naturalment en qualsevol supermercat neerlandès. Se sol comercialitzar en paquets plastificats que poden contenir entre 10 a 12 gofres. Els neerlandesos prefereixen comprar les stroopwafels en els mercats de carrer per ser més «fresques» que les versions ofertes en botigues i supermercats.
És possible trobar les stroopwafels en trossos embolicats en bosses de plàstic, en el que es denomina «stroopwafelstukjes» (trossos de stroopwafels) o «koekkruimels» (molles de galeta).